# Nymphaea prolifera
Nymphaea prolifera ist eine Pflanzenart aus der Gattung der Seerosen (Nymphaea) innerhalb der Familie der Seerosengewächse (Nymphaeaceae). Sie kommt in der Neotropis in den mexikanischen Bundesstaaten Veracruz sowie Tabasco, in Costa Rica nur in Guanacaste, in El Salvador, im bolivianischen Departamento Santa Cruz, in Ecuador (nur in den Provinzen El Oro sowie Guayas), in Brasilien nur in Mato Grosso sowie Rio Grande do Sul, In Paraguay, Uruguay und im nordöstlichen Argentinien vor.

## Beschreibung

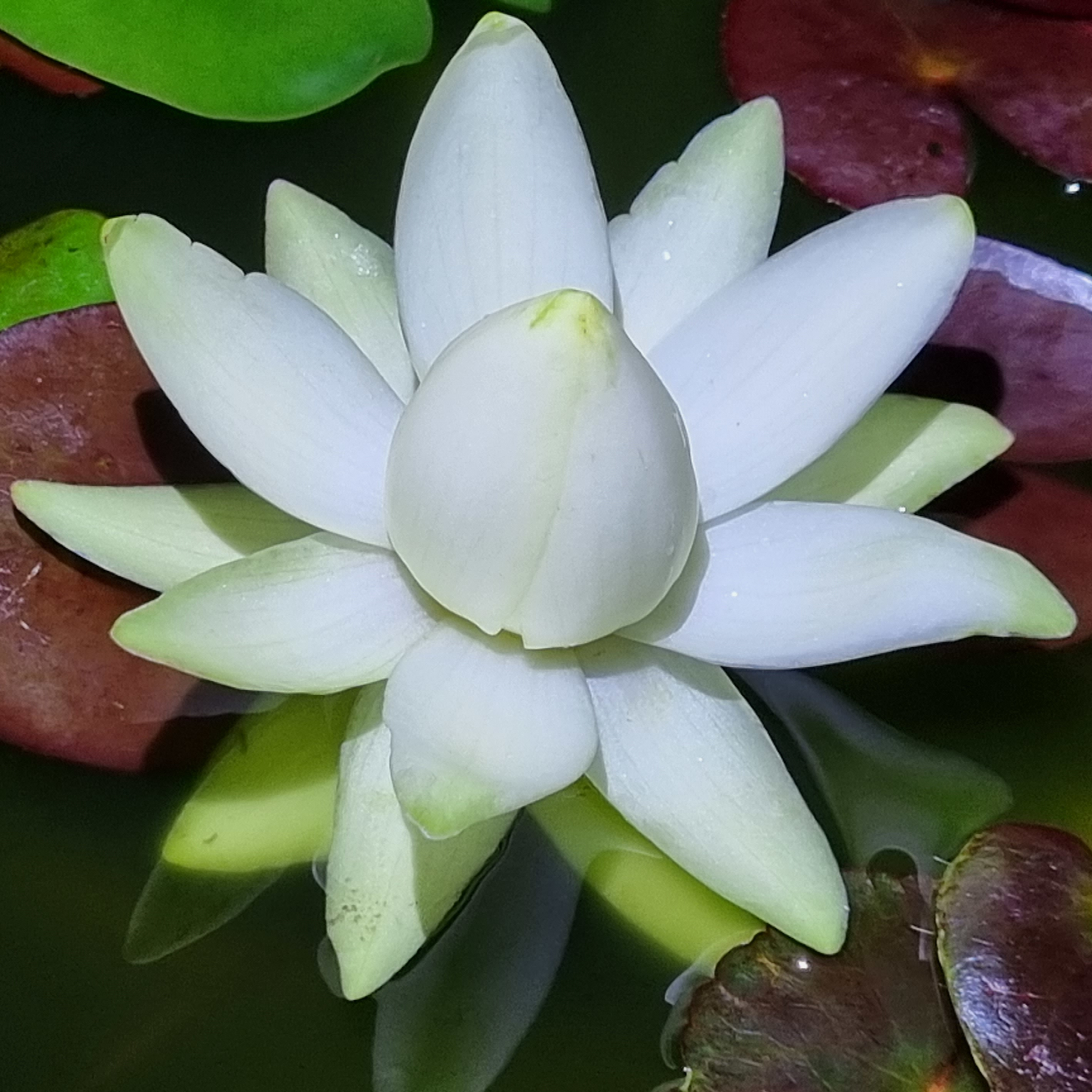
Seitenansicht einer sich öffnenden Nymphaea prolifera Wiersema Blüte

### Vegetative Merkmale

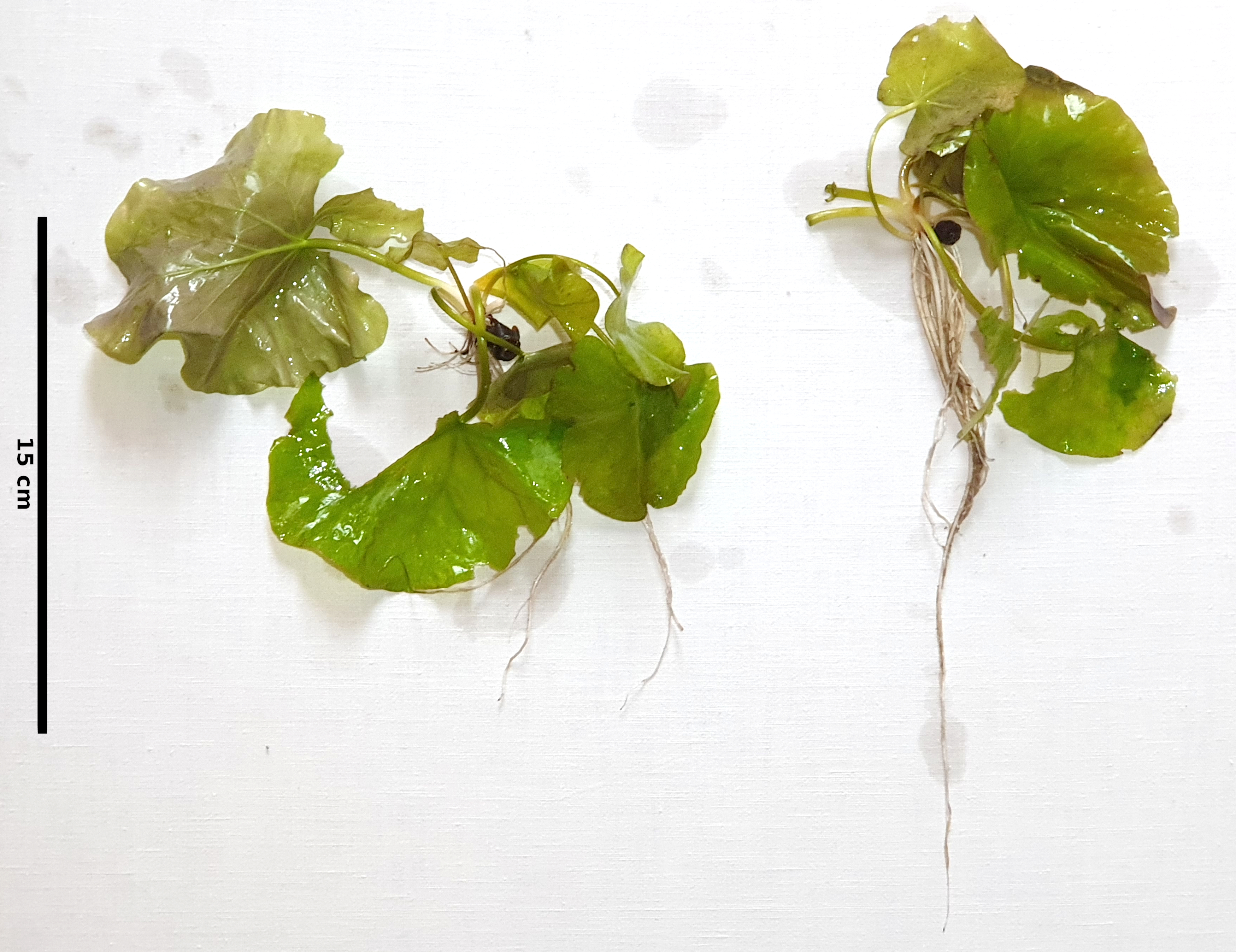
Zwei submers wachsende Jungpflanzen, die aus den abgetrennten Rhizomen des proliferierenden Pseudanthiums hervorgingen

Nymphaea prolifera ist eine ausdauernde Wasserpflanze.

### Generative Merkmale

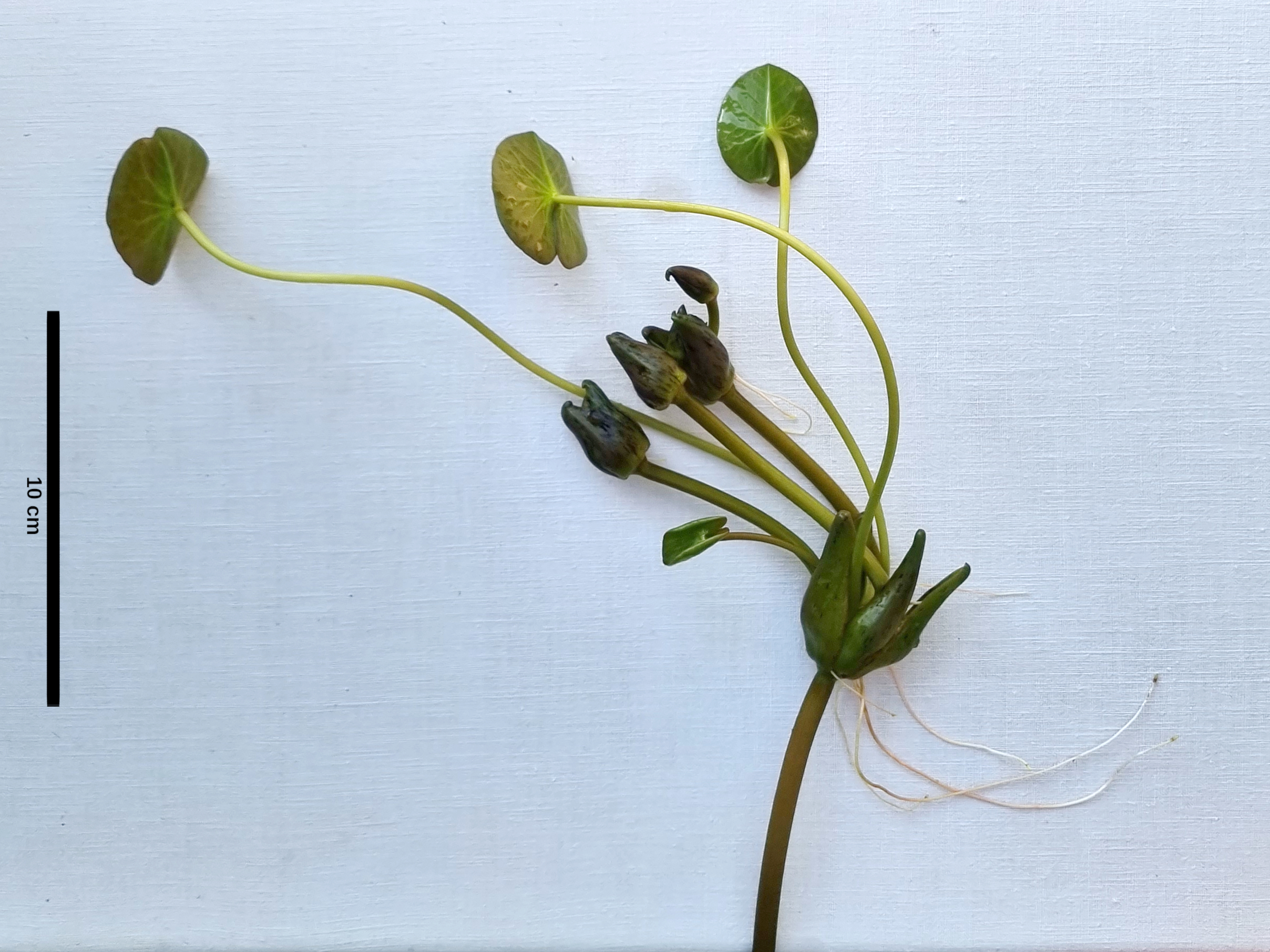
Proliferierendes Pseudanthium

Der Blütenduft wurde als modrig beschrieben.

## Zytologie
Nymphaea prolifera ist aneuploid. Die Chromosomenzahl beträgt 2n = 18.

## Gefährdungsstatus
Nymphaea prolifera ist eine seltene Art.

## Ökologie

### Reproduktion
Früchte und Samen werden nur in sehr seltenen Fällen gebildet. Stattdessen beruht die Vermehrung primär auf den sterilen, proliferierenden Pseudanthien als Form der vegetativen Vermehrung. Dank dieser vegetativen Vermehrungsorgane kann die Pflanze auch in Zeiten des Verfalls überdauern. Die von den proliferierenden Pseudanthien gebildeten Rhizome brechen leicht ab und es ist üblich, zahlreiche schwimmende Rhizome im Wasser zu sehen. Sie treiben kurz im Wasser, bis sie Wurzeln bilden, um sich im Schlamm zu verankern. Wenn der Wasserstand sinkt, sind die Rhizome wahrscheinlich im Substrat eingebettet.

### Bestäubung
Die Blüten sind wahrscheinlich von Insekten bestäubt  (Entomophilie).

### Herbivorie
Diese Art wird während der Wachstumsperiode nur in geringem Maße von Pflanzenfressern gefressen. Dies könnte auf den hohen Tanningehalt von 5,40 % zurückzuführen sein, da Tannine bekanntermaßen die Herbivorie von Insekten verringern. An Nymphaea prolifera wurden in ihrem natürlichen Lebensraum nur wenige Vorkommen erwachsener Hydrotimetes natans Käfer beobachtet, die in Australien zur biologischen Bekämpfung von Cabomba caroliniana eingesetzt werden. In einem Laborversuch wurde gezeigt, dass erwachsene Käfer an den Blättern von Nymphaea prolifera fressen können, obwohl sie Cabomba caroliniana bevorzugen. Die Käferlarven sind wirtsspezifisch für Cabomba und dringen nicht in die Stängel von Nymphaea prolifera ein. Das Fressverhalten einer anderen Käferart, Neochetina eichhorniae, wurde ebenfalls untersucht. Trotz des hohen Stickstoff- und geringen Ligningehalts der Blätter zeigte der Käfer eine geringe Präferenz für Nymphaea prolifera als Nahrungsquelle, und es ist unwahrscheinlich, dass sich Neochetina eichhorniae unter natürlichen Bedingungen von Nymphaea prolifera ernähren würde. In seinem natürlichen Lebensraum wiesen 13,3 % der Blätter von endophagen Larven beschädigte Blattstiele auf.
Nymphaea prolifera synthetisiert methylierte Benzoide, um Blattläuse abzuwehren, die sich von den Blüten ernähren.

## Lebensraum
In Mexiko wurde Nymphaea prolifera in vorübergehend überschwemmten Wiesen am Straßenrand in einer Tiefe von 30 bis 60 Zentimetern festgestellt. Die Populationen treten kurz nach Beginn der Regenzeit in Erscheinung. Ihr Lebensraum im Pantanal sind überschwemmte Lehmböden. Sie kommt auch in Sümpfen, temporären Teichen und auf Weiden vor.

## Systematik
Die Erstbeschreibung von Nymphaea prolifera erfolgte 1984 durch John Harry Wiersema in Systematics of Nymphaea subgenus Hydrocallis (Nymphaeaceae). I. Four New Species from the Neotropics. in Brittonia, Volume 36, Issue 3, Seite 219. Das Artepitheton prolifera verweist auf die Besonderheit der ungeschlechtlichen Vermehrung.

### Einordnung innerhalb von der GattungNymphaea
Sie wird in die Untergattung Nymphaea subg. Hydrocallis eingeordnet.

## Kultivierung
Sie wird selten kultiviert.